# تپه مشهدی یدالله
تپه مشهدی یدالله مربوط به دوره اشکانیان - دوره ساسانیان است و در شهرستان گیلانغرب، بخش مرکزی، دهستان دیره، ۳۲۰ متری شمال روستای نسار دیره واقع شده و این اثر در تاریخ ۱۸ اسفند ۱۳۸۷ با شمارهٔ ثبت ۲۴۸۰۲ به‌عنوان یکی از آثار ملی ایران به ثبت رسیده است.